# Oscar (navn)
 For alternative betydninger, se Oscar (flertydig). (Se også artikler, som begynder med Oscar)
Oscar eller Oskar er et drengenavn benyttet i vesteuropæiske lande. Dette navn er goidelisk og betyder hjorteelsker.
Danmarks Statistiks "Hvor mange hedder..."-tjeneste angiver disse tal for navnets hyppighed:
|       | 2006 | 2025 |
| ----- | ---- | ---- |
| Oscar | 2061 | 7619 |
| Oskar | 1790 | 5867 |

## Kendte personer med navnet
- Oscar 1. og Oscar 2., svenske konger.
- Óscar Freire, spansk cykelrytter.
- Oskar Hansen, dansk journalist og digter.
- Oscar de la Hoya, amerikansk bokser.
- Oskar Lafontaine, tysk politiker.
- Oscar Niemeyer, tysk-brasiliansk arkitekt.
- Óscar Pereiro, spansk cykelrytter.
- Oscar Peterson, amerikansk jazzpianist og -komponist.
- Oskar Schindler, sudetertysk industrimand og humanist.
- Oscar Wilde, irsk forfatter.

## Navnet anvendt i fiktion
- Oskar og Josefine er en dansk film fra 2005 instrueret af Carsten Myllerup.
- Oskar er en dansk film fra 1962 instrueret af Gabriel Axel.

## Andre anvendelser
- Oscar er den populære betegnelse for den pris, der er det synlige bevis på modtagelsen af en Academy Award fra den amerikanske filmbranche. Betegnelsen bruges også i andre sammenhænge, f.eks. Oscar (skak).